# Governatore della California

Stendardo del governatore della California

Il Governatore della California (in inglese: Governor of California) è il capo del governo e delle forze statali di polizia dello Stato statunitense della California. Fino a oggi solo Ronald Reagan, governatore dal 1967 al 1975, è diventato presidente degli Stati Uniti. L'attuale governatore è Gavin Newsom, del Partito Democratico.

## Governatori
Originariamente, la Costituzione californiana del 1849 prevedeva l'elezione del governatore ogni due anni, che diventarono quattro con una modifica nel 1862. La Costituzione del 1879 stabilisce come data di inizio mandato il primo lunedì del mese di gennaio dopo le elezioni. Con un'ulteriore modifica, nel 1990, venne fissato il limite massimo di due mandati per ogni governatore. Prima di questo limite, solo un governatore, Earl Warren, ricoprì la carica per più di due mandati. Jerry Brown poté essere eletto per un terzo mandato nel 2010 perché i suoi primi due mandati ebbero luogo prima della creazione del limite massimo.
La costituzione del 1849 ha inoltre creato la carica di Vicegovernatore, che, in caso di vacanza della carica di governatore, diventa governatore. Spesso è capitato che il governatore in carica abbia dato le dimissioni per essere eletto ad altre cariche, come membro del Congresso o della Corte Suprema.

## Storia
La California è stata ottenuta dagli Stati Uniti a seguito della cessione del Messico conseguenza della guerra messico-statunitense. A differenza di molti altri Stati, non è mai stato organizzato come un territorio, ed è stato ammesso il 9 settembre 1850.

## Elenco
Partiti politici: 

  Democratico (16)
  Americano (1)
  Repubblicano (22)
  Progressista (1)
| #                                           | Foto                                                                     | Governatore                        | Mandato                      | Mandato           | Mandato                                           | Vicegovernatore                                      | Vicegovernatore                                                      |
| #                                           | Foto                                                                     | Governatore                        | Inizio                       | Termine           | N° elezione                                       | Vicegovernatore                                      | Vicegovernatore                                                      |
| ------------------------------------------- | ------------------------------------------------------------------------ | ---------------------------------- | ---------------------------- | ----------------- | ------------------------------------------------- | ---------------------------------------------------- | -------------------------------------------------------------------- |
| 1                                           |                                                                          | Peter Hardeman Burnett (1807-1895) | 20 dicembre 1849             | 9 gennaio 1851    | 1                                                 |                                                      | John McDougall                                                       |
| 2                                           |                                                                          | John McDougall (1818-1866)         | 9 gennaio 1851               | 8 gennaio 1852    | 1                                                 |                                                      | David C. Broderick (facente funzioni)                                |
| 3                                           |                                                                          | John Bigler (1805-1871)            | 8 gennaio 1852               | 9 gennaio 1856    | 2                                                 |                                                      | Samuel Purdy                                                         |
| 3                                           | 3                                                                        | John Bigler (1805-1871)            | 8 gennaio 1852               | 9 gennaio 1856    |                                                   |                                                      | Samuel Purdy                                                         |
| 4                                           |                                                                          | John Neely Johnson (1825-1872)     | 9 gennaio 1856               | 8 gennaio 1858    | 4                                                 |                                                      | Robert Moon Anderson                                                 |
| 5                                           |                                                                          | John B. Weller (1812-1875)         | 8 gennaio 1858               | 9 gennaio 1860    | 5                                                 |                                                      | John Walkup                                                          |
| 6                                           |                                                                          | Milton Latham (1827-1882)          | 9 gennaio 1860               | 14 gennaio 1860   | 6                                                 |                                                      | John Gately Downey                                                   |
| 7                                           |                                                                          | John Gately Downey (1827-1894)     | 14 gennaio 1860              | 10 gennaio 1862   | 6                                                 |                                                      | Isaac N. Quinn (facente funzioni) (14 gennaio 1860 – 7 gennaio 1861) |
| 7                                           | Pablo de la Guerra (facente funzioni) (7 gennaio 1861 – 10 gennaio 1862) | John Gately Downey (1827-1894)     | 14 gennaio 1860              | 10 gennaio 1862   | 6                                                 |                                                      |                                                                      |
| 8                                           |                                                                          | Leland Stanford (1824-1893)        | 10 gennaio 1862              | 10 dicembre 1863  | 7                                                 |                                                      | John F. Chellis                                                      |
| 9                                           |                                                                          | Frederick Low (1828-1894)          | 10 dicembre 1863             | 5 dicembre 1867   | 8                                                 |                                                      | Tim N. Machin                                                        |
| 10                                          |                                                                          | Henry Huntly Haight (1825-1878)    | 5 dicembre 1867              | 8 dicembre 1871   | 9                                                 |                                                      | William Holden                                                       |
| 11                                          |                                                                          | Newton Booth (1825-1892)           | 8 dicembre 1871              | 27 febbraio 1875  | 10                                                |                                                      | Romualdo Pacheco                                                     |
| 12                                          |                                                                          | Romualdo Pacheco (1831-1899)       | 27 febbraio 1875             | 9 dicembre 1875   | 10                                                |                                                      | William Irwin (facente funzioni)                                     |
| 13                                          |                                                                          | William Irwin (1827-1886)          | 9 dicembre 1875              | 8 gennaio 1880    | 11                                                |                                                      | James A. Johnson                                                     |
| 14                                          |                                                                          | George Clement Perkins (1839-1923) | 8 gennaio 1880               | 10 gennaio 1883   | 12                                                |                                                      | John Mansfield                                                       |
| 15                                          |                                                                          | George Stoneman (1822-1894)        | 10 gennaio 1883              | 8 gennaio 1887    | 13                                                |                                                      | John Daggett                                                         |
| 16                                          |                                                                          | Washington Bartlett (1824-1887)    | 8 gennaio 1887               | 12 settembre 1887 | 14                                                |                                                      | Robert Waterman                                                      |
| 17                                          |                                                                          | Robert Waterman (1826-1891)        | 12 settembre 1887            | 8 gennaio 1891    | 14                                                |                                                      | Stephen M. White (facente funzione)                                  |
| 18                                          |                                                                          | Henry Markham (1840-1923)          | 8 gennaio 1891               | 11 gennaio 1895   | 15                                                |                                                      | John B. Reddick                                                      |
| 19                                          |                                                                          | James Budd (1851-1908)             | 11 gennaio 1895              | 4 gennaio 1899    | 16                                                |                                                      | Spencer G. Millard (11 gennaio 1895 - 24 ottobre 1895)               |
| 19                                          | William T. Jeter (24 ottobre 1895 - 4 gennaio 1899)                      | James Budd (1851-1908)             | 11 gennaio 1895              | 4 gennaio 1899    | 16                                                |                                                      |                                                                      |
| 20                                          |                                                                          | Henry Gage (1852-1924)             | 4 gennaio 1899               | 7 gennaio 1903    | 17                                                |                                                      | Jacob H. Neff                                                        |
| 21                                          |                                                                          | George Pardee (1857-1941)          | 7 gennaio 1903               | 9 gennaio 1907    | 18                                                |                                                      | Alden Anderson                                                       |
| 22                                          |                                                                          | James Gillett (1860-1937)          | 9 gennaio 1907               | 3 gennaio 1911    | 19                                                |                                                      | Warren R. Porter                                                     |
| 23                                          |                                                                          | Hiram Johnson (1866-1945)          | 3 gennaio 1911               | 15 marzo 1917     | 20                                                |                                                      | A.J. Wallace                                                         |
|                                             | 21                                                                       | Hiram Johnson (1866-1945)          | 3 gennaio 1911               | 15 marzo 1917     |                                                   | John M. Eshleman (5 gennaio 1915 – 28 febbraio 1916) |                                                                      |
| Vacante (28 febbraio 1916 – 22 luglio 1916) | 21                                                                       | Hiram Johnson (1866-1945)          | 3 gennaio 1911               | 15 marzo 1917     |                                                   |                                                      |                                                                      |
|                                             | 21                                                                       | Hiram Johnson (1866-1945)          | 3 gennaio 1911               | 15 marzo 1917     | William Stephens (22 luglio 1916 - 15 marzo 1917) |                                                      |                                                                      |
| 24                                          | 21                                                                       |                                    | William Stephens (1859-1944) | 15 marzo 1917     | 8 gennaio 1923                                    | Vacante                                              | Vacante                                                              |
| 24                                          | 22                                                                       |                                    | William Stephens (1859-1944) | 15 marzo 1917     | 8 gennaio 1923                                    | Clement Calhoun Young                                |                                                                      |
| 25                                          |                                                                          | Friend Richardson (1865-1943)      | 9 gennaio 1923               | 4 gennaio 1927    | 23                                                | Clement Calhoun Young                                |                                                                      |
| 26                                          |                                                                          | Clement Calhoun Young (1869-1947)  | 4 gennaio 1927               | 6 gennaio 1931    | 24                                                |                                                      | Buron Fitts (1927-1928)                                              |
| 26                                          | H. L. Carnahan (1928-1931)                                               | Clement Calhoun Young (1869-1947)  | 4 gennaio 1927               | 6 gennaio 1931    | 24                                                |                                                      |                                                                      |
| 27                                          |                                                                          | James Rolph (1869-1934)            | 6 gennaio 1931               | 2 giugno 1934     | 25                                                |                                                      | Frank Merriam                                                        |
| 28                                          |                                                                          | Frank Merriam (1865-1955)          | 2 giugno 1934                | 2 gennaio 1939    | 25                                                | Vacante                                              | Vacante                                                              |
| 28                                          | 26                                                                       | Frank Merriam (1865-1955)          | 2 giugno 1934                | 2 gennaio 1939    |                                                   | George J. Hatfield                                   |                                                                      |
| 29                                          |                                                                          | Culbert Olson (1876-1962)          | 2 gennaio 1939               | 4 gennaio 1943    | 27                                                | Vacante                                              | Vacante                                                              |
| 29                                          | Ellis E. Patterson (1939-1943)                                           | Culbert Olson (1876-1962)          | 2 gennaio 1939               | 4 gennaio 1943    | 27                                                |                                                      |                                                                      |
| 30                                          |                                                                          | Earl Warren (1891-1974)            | 4 gennaio 1943               | 5 ottobre 1953    | 28                                                |                                                      | Frederick Houser                                                     |
| 30                                          | 29                                                                       | Earl Warren (1891-1974)            | 4 gennaio 1943               | 5 ottobre 1953    |                                                   | Goodwin Knight                                       |                                                                      |
| 30                                          | 30                                                                       | Earl Warren (1891-1974)            | 4 gennaio 1943               | 5 ottobre 1953    |                                                   | Goodwin Knight                                       |                                                                      |
| 31                                          |                                                                          | Goodwin Knight (1896-1970)         | 5 ottobre 1953               | 5 gennaio 1959    |                                                   | Harold J. Powers                                     |                                                                      |
| 31                                          | 31                                                                       | Goodwin Knight (1896-1970)         | 5 ottobre 1953               | 5 gennaio 1959    |                                                   | Harold J. Powers                                     |                                                                      |
| 32                                          |                                                                          | Pat Brown (1905-1996)              | 5 gennaio 1959               | 2 gennaio 1967    | 32                                                |                                                      | Glenn M. Anderson                                                    |
| 32                                          | 33                                                                       | Pat Brown (1905-1996)              | 5 gennaio 1959               | 2 gennaio 1967    |                                                   |                                                      | Glenn M. Anderson                                                    |
| 33                                          |                                                                          | Ronald Reagan (1911-2004)          | 2 gennaio 1967               | 6 gennaio 1975    | 34                                                |                                                      | Robert Finch (1967-1969)                                             |
| 33                                          | Edwin Reinecke (1969-1974)                                               | Ronald Reagan (1911-2004)          | 2 gennaio 1967               | 6 gennaio 1975    | 34                                                |                                                      |                                                                      |
| 33                                          | 35                                                                       | Ronald Reagan (1911-2004)          | 2 gennaio 1967               | 6 gennaio 1975    |                                                   |                                                      |                                                                      |
| 33                                          | John L. Harmer (1974-1975)                                               | Ronald Reagan (1911-2004)          | 2 gennaio 1967               | 6 gennaio 1975    |                                                   |                                                      |                                                                      |
| 34                                          |                                                                          | Jerry Brown (1938-)                | 6 gennaio 1975               | 3 gennaio 1983    | 36                                                |                                                      | Mervyn M. Dymally                                                    |
| 34                                          | 37                                                                       | Jerry Brown (1938-)                | 6 gennaio 1975               | 3 gennaio 1983    |                                                   | Michael Curb                                         |                                                                      |
| 35                                          |                                                                          | George Deukmejian (1928-2018)      | 3 gennaio 1983               | 7 gennaio 1991    | 38                                                |                                                      | Leo T. McCarthy                                                      |
| 35                                          | 39                                                                       | George Deukmejian (1928-2018)      | 3 gennaio 1983               | 7 gennaio 1991    |                                                   |                                                      | Leo T. McCarthy                                                      |
| 36                                          |                                                                          | Pete Wilson (1933-)                | 7 gennaio 1991               | 4 gennaio 1999    | 40                                                |                                                      | Leo T. McCarthy                                                      |
| 36                                          | 41                                                                       | Pete Wilson (1933-)                | 7 gennaio 1991               | 4 gennaio 1999    |                                                   | Gray Davis                                           |                                                                      |
| 37                                          |                                                                          | Gray Davis (1942-)                 | 4 gennaio 1999               | 17 novembre 2003  | 42                                                |                                                      | Cruz Bustamante                                                      |
| 37                                          | 43                                                                       | Gray Davis (1942-)                 | 4 gennaio 1999               | 17 novembre 2003  |                                                   |                                                      | Cruz Bustamante                                                      |
| 38                                          |                                                                          | Arnold Schwarzenegger (1947-)      | 17 novembre 2003             | 3 gennaio 2011    |                                                   |                                                      | Cruz Bustamante                                                      |
| 38                                          | 44                                                                       | Arnold Schwarzenegger (1947-)      | 17 novembre 2003             | 3 gennaio 2011    |                                                   | John Garamendi (2007-2009)                           |                                                                      |
| 38                                          | 44                                                                       | Arnold Schwarzenegger (1947-)      | 17 novembre 2003             | 3 gennaio 2011    | Abel Maldonado (2009-2011)                        |                                                      |                                                                      |
| 39                                          |                                                                          | Jerry Brown (1938-)                | 3 gennaio 2011               | 7 gennaio 2019    | 45                                                |                                                      | Gavin Newsom                                                         |
| 39                                          | 46                                                                       | Jerry Brown (1938-)                | 3 gennaio 2011               | 7 gennaio 2019    |                                                   |                                                      | Gavin Newsom                                                         |
| 40                                          |                                                                          | Gavin Newsom (1967-)               | 7 gennaio 2019               | in carica         | 47                                                |                                                      | Eleni Kounalakis                                                     |
| 40                                          | 48                                                                       | Gavin Newsom (1967-)               | 7 gennaio 2019               | in carica         |                                                   |                                                      | Eleni Kounalakis                                                     |